# Hubert Titlbach
Hubert Titlbach (* 18. Februar 1813 in Rudig; † 3. November 1890 in Saaz) war ein böhmischer Mediziner, Bürgermeister der Stadt Saaz und Landtagsabgeordneter.

## Leben
Titlbach wurde in Rudig als Sohn des bürgerlichen Handschuhmachers Jakob Titlbach und dessen Ehefrau Elisabetha Hampl geboren. Die Familie Titlbach gehörte zu den ältesten Familien der Stadt und brachte einige Bürgermeister hervor. Sein Vater war über mehrere Jahre Bürgermeister seiner Geburtsstadt. Sein Neffe war der k.k. General Karl Fanta (1851–1937).
Er absolvierte 1831 in Saaz und Prag das Gymnasium und studierte an der Karls-Universität Medizin. Am 10. November 1839 promovierte Titlbach zum Doktor der Medizin und ließ sich in Saaz als Arzt nieder. 1861 wurde er in die städtische Vertretung und später zum Stadtrat gewählt. Nachdem der bisherige Bürgermeister Theodor Ritter von Schönfeld im Jahre 1878 erkrankt war, versah Titlbach die Amtsgeschäfte. Durch den Tod Schönfelds 1879 wurde er zum Bürgermeister gewählt und versah dieses Amt über drei Amtszeiten bis 1887. In seine Amtszeit fallen der Bau des städtischen Waisenhauses und der Volks- und Bürgerschule. Für ersteres hatte er mit einer erheblichen finanziellen Zuwendung den Grundstock gelegt.
1880 wurde er als Abgeordneter in den Wahlorten Saaz und Kaaden gewählt. Als Landtagsabgeordneter für den Städtewahlbezirk Saaz-Postelberg setzte sich Titlbach für den Erhalt des Saazer Gymnasiums als Staatsanstalt ein. Ab 1881 setzte er sich vehement für die Verbesserung des Sanitätswesens in Böhmen ein. 1888 kam es schließlich zur Neuorganisation und Reform. Für seine Verdienste wurde ihm am 19. Mai 1886 seitens der Stadt Saaz das Ehrenbürgerrecht verliehen. Zudem war er Träger des Ritterkreuzes des Franz-Joseph-Ordens. 1890 wurde Constantin Ritter von Schönfeld als Nachfolger Titlbachs in den Landtag gewählt.
Unter großer Anteilnahme der Bevölkerung wurde  Titlbach 1890 in Saaz beigesetzt.